# Ein Streik ist keine Sonntagsschule
Ein Streik ist keine Sonntagsschule ist ein Dokumentarfilm von Hans Stürm, Mathias Knauer und Nina Stürm-Schatz aus dem Jahr 1974.

## Hintergrund
Der Film wurde während eines mehrwöchigen Streiks in der Pianofabrik Burger & Jacobi in Biel im Juni 1974 mit gewerkschaftlicher Unterstützung gedreht. Grund für den Streik im Schreinergewerbe war, dass die Firma das vereinbarte dreizehnte Monatsgehalt nicht mehr zahlen wollte. Am Streik beteiligten sich 41 Frauen und Männer.
Streiks hatte es zuvor wegen der helvetischen Gesamtarbeitsverträge kaum gegeben und sie waren auch kaum möglich gewesen.

## Inhalt
Die Belegschaft ist im Streik unerfahren und die Gewerkschaft agiert konzeptlos. Das Ergebnis ist ein Erfolg der Arbeitgeber bei minimalen Zugeständnissen. Rädelsführer des Streiks werden bald darauf entlassen und die Arbeitnehmer, hier besonders die Sprachgruppen der italienischen Arbeiter und der Schweizer, gegeneinander ausgespielt. Nur kurzzeitig solidarisieren sich die Arbeiter, als die Firmenleitung sie verhöhnt. Bald zerfällt dieses Bündnis und Angst breitet sich aus.
Der Film enthält keine Kommentare und Zwischentexte und am Schluss auch kein Fazit. Die Arbeiter sprechen in ihrer eigenen Sprache, also Schweizerdeutsch und Italienisch.
Am Schluss des Films gibt es einen Hoffnungsschimmer: Die Arbeiter sagen, sie würden wieder und dann erfolgreicher streiken. Sie hätten dazugelernt und gemerkt, dass sie stärker seien, als sie geglaubt hätten.

## Kritiken
„Im Stil einer Chronik, sachlich und ergreifend zugleich, wurden in dieser Streik-Dokumentation, einem Lehrfilm hohen Rangs, die Streik-Phasen aus der Perspektive der Betroffenen analysiert.“

## Auszeichnungen
Der Film gewann 1975 bei den Kurzfilmtagen Oberhausen den Großen Preis.